# Monumento a las mujeres de la guerra del Vietnam
El Monumento a las mujeres de la guerra del Vietnam (o en inglés Vietnam Women's Memorial) es un monumento dedicado a las mujeres de los Estados Unidos que sirvieron en la guerra del Vietnam, la mayoría de ellas como enfermeras. Forma parte del Monumento a los Veteranos del Vietnam y se encuentra en el National Mall de Washington D. C. Está a una distancia corta del Monumento a los Veteranos del Vietnam, y al norte de la Reflecting Pool.
Diane Carlson Evans, que sirvió como enfermera en la armada durante la guerra del Vietnam inició la colecta para añadir una escultura de bronce al Monumento a los Veteranos del Vietnam. La diseñó Glenna Goodacre y fue inaugurado el 11 de noviembre de 1993.